# Clara Löh

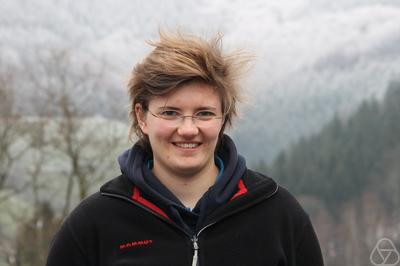
Clara Löh, Oberwolfach 2015

Clara Löh geborene Strohm (* 3. August 1981 in Stuttgart) ist eine deutsche Mathematikerin.

## Leben und Wirken
Löh begann 1999 ein Mathematikstudium an der Universität Konstanz. Nach dem Vordiplom wechselte sie 2001 an die WWU Münster, um sich dort auf das Fachgebiet  Topologie zu spezialisieren.
Dort erwarb sie 2004 das Diplom der Mathematik. 2007 wurde sie von Wolfgang Lück mit dem Thema {\displaystyle l^{1}}-Homology and Simplicial Volume promoviert.
Anschließend war Löh Akademische Rätin auf Zeit mit Fachgebiet Topologie an der WWU Münster.
Seit Oktober 2010 ist Clara Löh Professorin an der Universität Regensburg. Dort forscht sie seit 2014 im Sonderforschungsbereich 1085 Higher Invariants sowie ab 2015 im Graduiertenkolleg 1692 Curvature, Cycles, and Cohomology.
Des Weiteren koordiniert sie den Schülerzirkel Mathematik für mathematikbegeisterte Schüler der Klassenstufen 7–12. 2018 wurde sie mit dem Preis für gute Lehre an den staatlichen Universitäten in Bayern des Bayerischen Staatsministeriums für Wissenschaft und Kunst ausgezeichnet.
Clara Löh ist mit dem Informatiker und Haskell-Experten Dr. Andres Löh verheiratet und Mutter einer Tochter.

## Schriften
- Geometric Group Theory. An Introduction. 2018
- Dissertation zum Thema {\displaystyle \ell ^{1}}-Homology and Simplicial Volume
- Diplomarbeit zum Thema The Proportionality Principle of Simplicial Volume